# Perrigny (Jura)
Perrigny es una localidad y comuna francesa situada en la región de Franco Condado, departamento de Jura, en el distrito de Lons-le-Saunier y cantón de Conliège.

## Demografía
| 1243 | 1322 | 1645 | 1619 | 1580 | 1646 | 271 |
| Para los censos de 1962 a 1999 la población legal corresponde a la población sin duplicidades (Fuente: INSEE [Consultar]) |      |      |      |      |      |     |